# Геррі Гопмен
Геррі Гопмен (англ. Harry Hopman; 12 серпня 1906 — 27 грудня 1985) — колишній австралійський тенісист.
Здобув 34 одиночні титули.
Перемагав на турнірах Великого шолома в парному та змішаному парному розрядах.

## Фінали турнірів Великого шолома

### Одиночний розряд: 3 (3 поразки)
| Результат | Рік  | Турнір              | Покриття | Суперник      | Рахунок                 |
| --------- | ---- | ------------------- | -------- | ------------- | ----------------------- |
| Поразка   | 1930 | Чемпіонат Австралії | Трава    | Едґар Мун     | 3–6, 1–6, 3–6           |
| Поразка   | 1931 | Чемпіонат Австралії | Трава    | Джек Кроуфорд | 4–6, 2–6, 6–2, 1–6      |
| Поразка   | 1932 | Чемпіонат Австралії | Трава    | Джек Кроуфорд | 4–6, 6–3, 3–6, 6–3, 6–1 |

### Парний розряд: 7 (2–5)
| Результат | Рік  | Турнір              | Покриття | Партнер           | Суперники                                   | Рахунок                 |
| --------- | ---- | ------------------- | -------- | ----------------- | ------------------------------------------- | ----------------------- |
| Перемога  | 1929 | Чемпіонат Австралії | Трава    | Джек Кроуфорд     | Джек Каммінґс Едґар Мун                     | 6–1, 6–8, 4–6, 6–1, 6–3 |
| Перемога  | 1930 | Чемпіонат Австралії | Трава    | Джек Кроуфорд     | Тім Фічетт Джон Гоукс                       | 8–6, 6–1, 2–6, 6–3      |
| Поразка   | 1930 | Чемпіонат Франції   | Ґрунт    | Джим Віллард      | Анрі Коше Жак Брюньйон                      | 3–6, 7–8, 3–6           |
| Поразка   | 1931 | Чемпіонат Австралії | Трава    | Джек Кроуфорд     | Джеймс Андерсон Норман Брукс                | 2–6, 4–6, 3–6           |
| Поразка   | 1932 | Чемпіонат Австралії | Трава    | Джералд Паттерсон | Джек Кроуфорд Едґар Мун                     | 10–12, 3–6, 6–4, 4–6    |
| Поразка   | 1939 | Чемпіонат США       | Трава    | Джек Кроуфорд     | Адріан Квіст Джон Бромвіч                   | 6–8, 1–6, 4–6           |
| Поразка   | 1948 | Чемпіонат Франції   | Ґрунт    | Френк Седжмен     | Леннарт Бергелін Ярослав Дробний (тенісист) | 6–8, 1–6, 10–12         |

### Мікст: 8 (5–3)
| Результат | Рік  | Турнір               | Покриття | Партнер          | Суперники                            | Рахунок        |
| --------- | ---- | -------------------- | -------- | ---------------- | ------------------------------------ | -------------- |
| Перемога  | 1930 | Чемпіонат Австралії  | Трава    | Нелл Голл-Гопман | Марджорі Кокс Кроуфорд Джек Кроуфорд | 11–9, 3–6, 6–3 |
| Поразка   | 1932 | Вімблдонський турнір | Трава    | Жосан Сіґар      | Елізабет Раян Енріке Маєр            | 5–7, 2–6       |
| Поразка   | 1935 | Вімблдонський турнір | Трава    | Нелл Голл-Гопман | Дороті Раунд Фред Перрі              | 5–7, 6–4, 2–6  |
| Перемога  | 1936 | Чемпіонат Австралії  | Трава    | Нелл Голл-Гопман | Мей Блік Ейб Кей                     | 6–2, 6–0       |
| Перемога  | 1937 | Чемпіонат Австралії  | Трава    | Нелл Голл-Гопман | Дороті Стівенсон Дон Тернбулл        | 3–6, 6–3, 6–2  |
| Перемога  | 1939 | Чемпіонат Австралії  | Трава    | Нелл Голл-Гопман | Марґарет Вілсон Джон Бромвіч         | 6–8, 6–2, 6–3  |
| Перемога  | 1939 | Чемпіонат США        | Трава    | Еліс Марбл       | Сара Палфрі-Кук Елвуд Кук            | 9–7, 6–1       |
| Поразка   | 1940 | Чемпіонат Австралії  | Трава    | Нелл Голл-Гопман | Ненсі Вінн-Болтон Колін Лонг         | 5–7, 6–2, 4–6  |